# جنیفر ایلی
جنیفر ایلی (انگلیسی: Jennifer Ehle؛ زادهٔ ۲۹ دسامبر ۱۹۶۹) هنرپیشه اهل ایالات متحده آمریکا است. از فیلم‌هایی که وی در آن نقش داشته است می‌توان به سی دقیقه پس از نیمه‌شب، سخنرانی پادشاه، نیمه ماه مارس، پلیس آهنی، اصول مراقبت، جاعل، سودمند، جاده بهشت، تالاب‌ها و غرور و تعصب اشاره کرد.

## بخشی از جوایز وافتخارات
- کاندیدای بفتای بهترین بازیگر مکمل زن برای فیلم وایلد در سال ۱۹۹۷